# Catena Carnica Occidentale
La Catena Carnica Occidentale (in tedesco Westkarnischer Hauptkamm) è un gruppo montuoso delle Alpi Carniche, che insieme con la Catena Carnica Orientale forma la Catena Carnica Principale. Si trova in Italia (Veneto e Friuli-Venezia Giulia) ed Austria (Tirolo e Carinzia). Viene anche detta Catena Cavallino-Peralba-Coglians in riferimento alle tre montagne più significative del gruppo: il Monte Cavallino, il Monte Peralba ed il Monte Coglians. 

## Classificazione

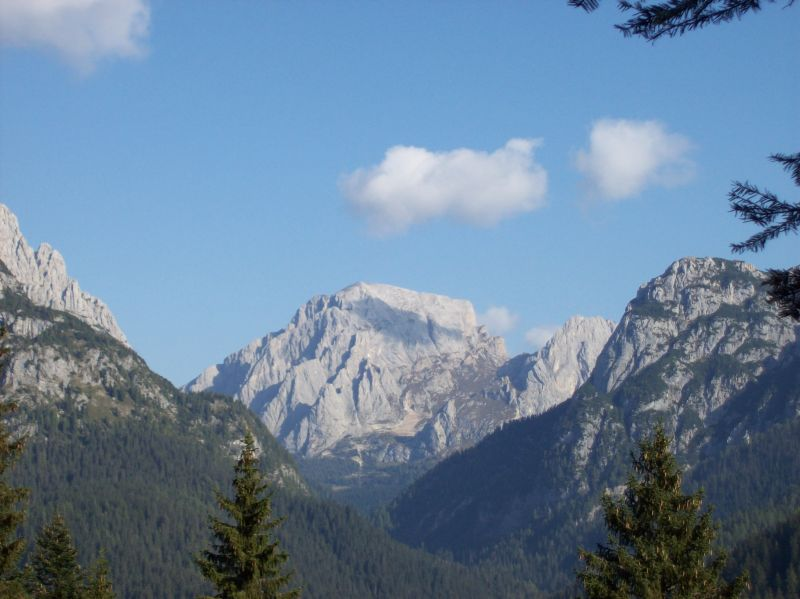
Monte Peralba

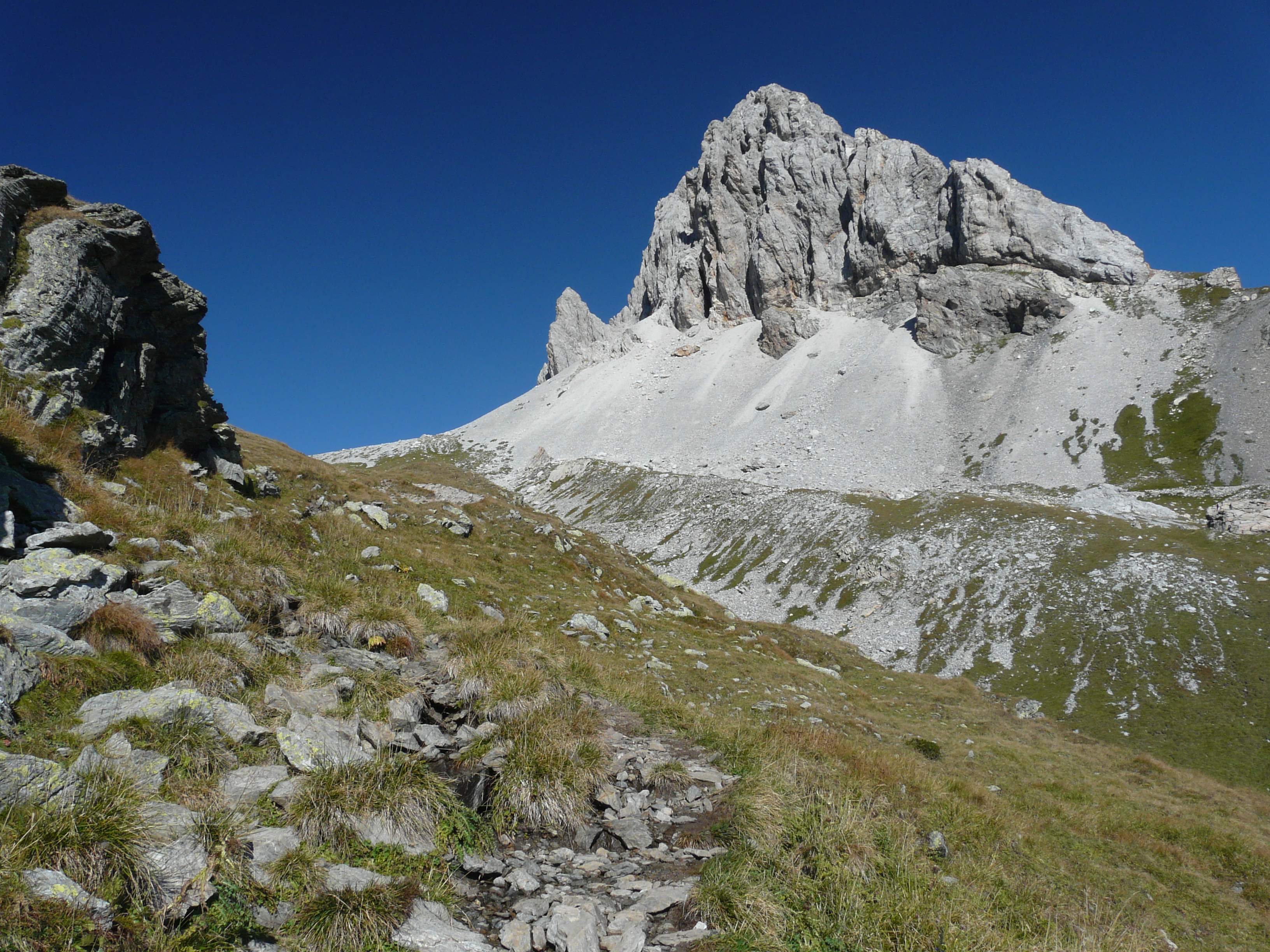
Monte Cavallino

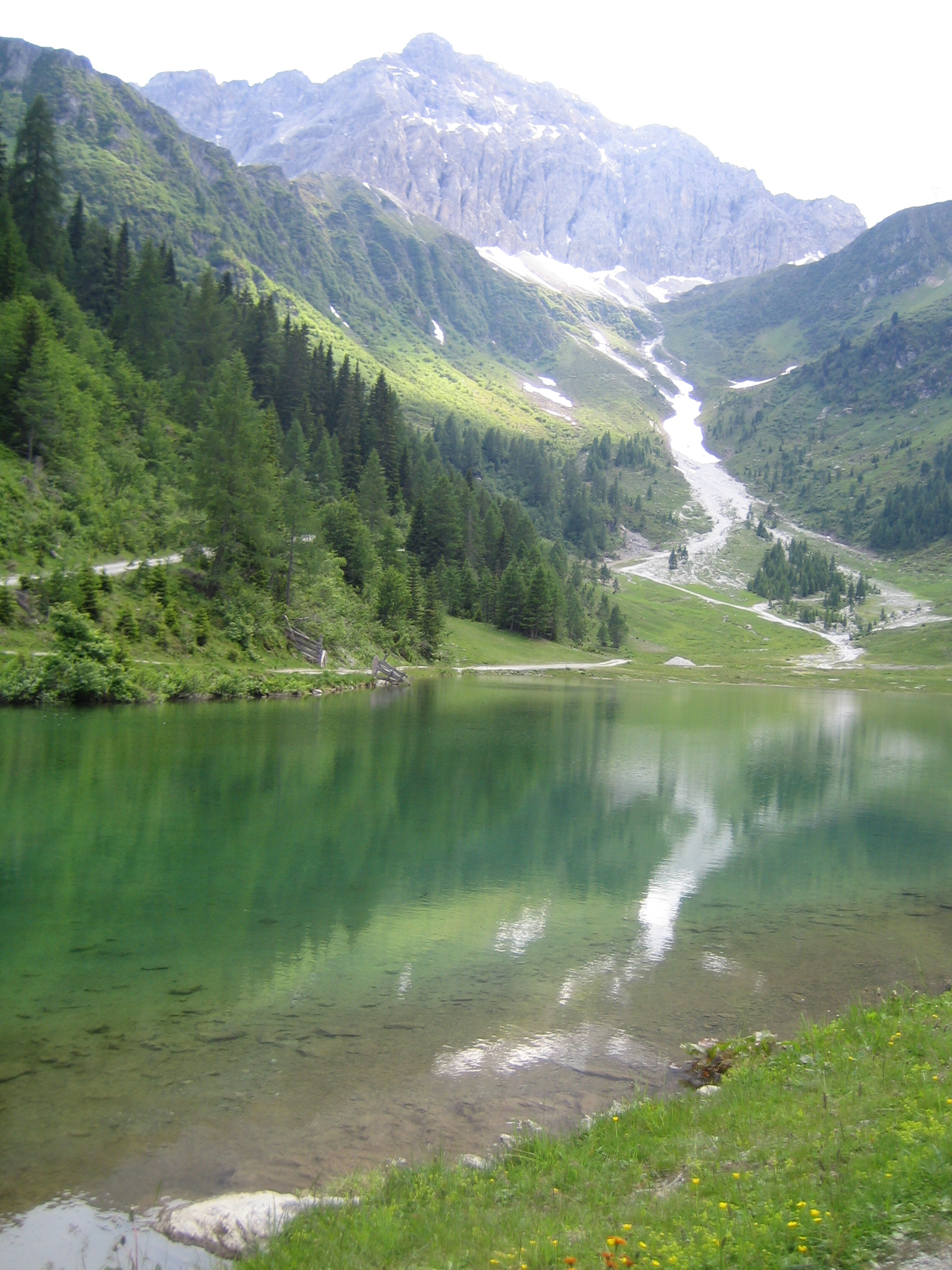
Monte Palombino

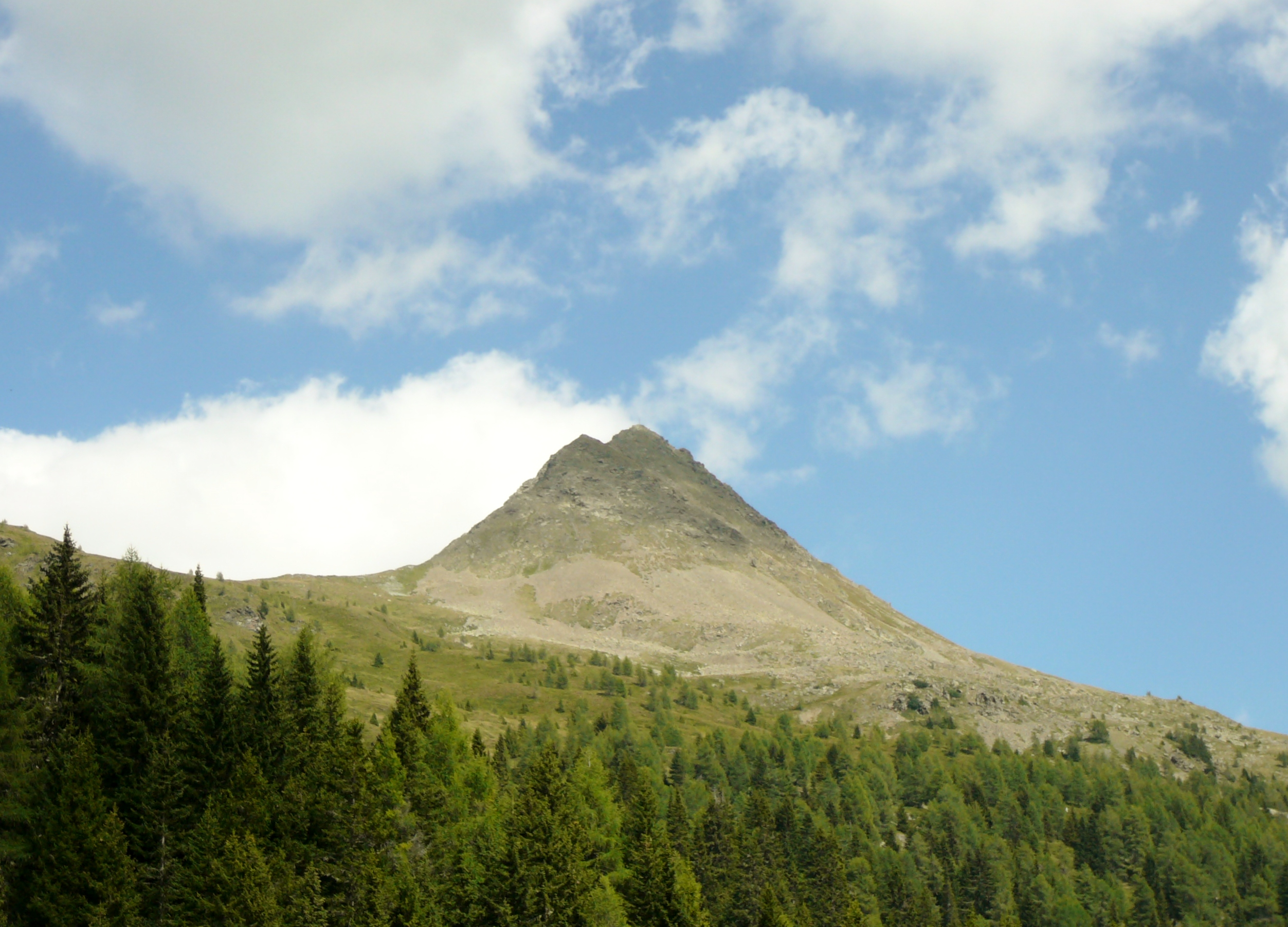
Col Quaternà

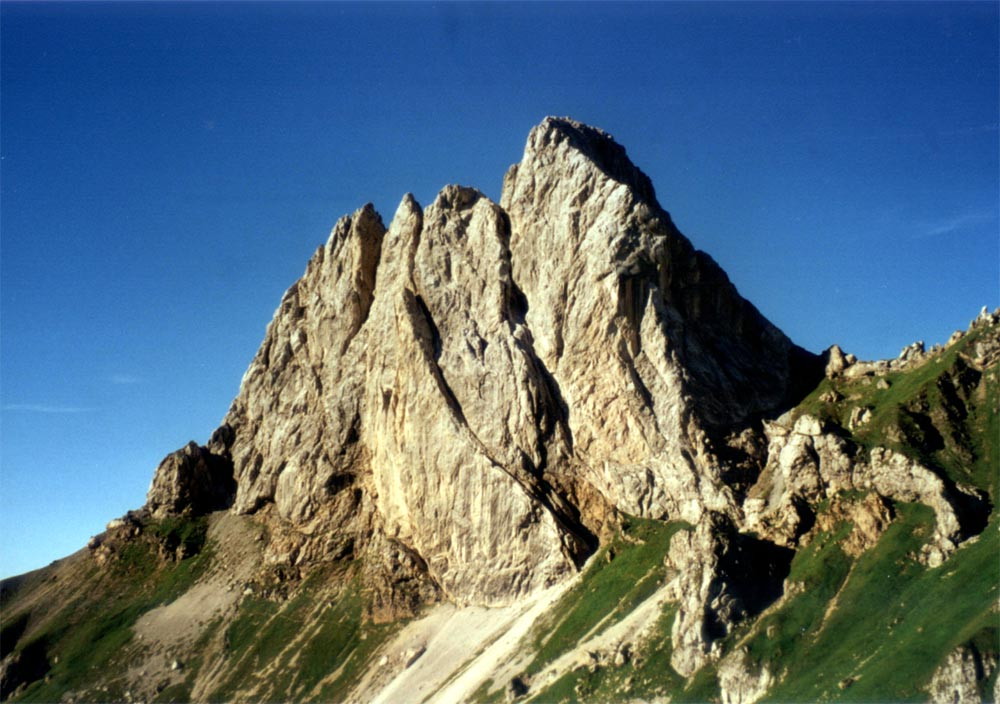
Monte Chiadenis

Secondo la SOIUSA Le Catena Carnica Occidentale è un supergruppo alpino con la seguente classificazione:
- Grande parte = Alpi Orientali
- Grande settore = Alpi Sud-orientali
- Sezione = Alpi Carniche e della Gail
- Sottosezione = Alpi Carniche
- Supergruppo = Catena Carnica Occidentale
- Codice = II/C-33.I-A

## Delimitazioni
Ruotando in senso orario i limiti grografici sono: Passo di Monte Croce di Comelico, Valle di Sesto,  fiume Drava, Sella di Kartitsch, fiume Gail, Passo di Monte Croce Carnico, Valle del But, Sella di Valcalda, alta Val Degano, Sella di Cima Sappada, fiume Piave, torrente Padola, Passo di Monte Croce di Comelico.

## Suddivisione
Secondo la SOIUSA le Catena Carnica Occidentale è ulteriormente suddivisa in quattro gruppi e nove sottogruppi:
- Cresta Palombino-Vancomun-Piz delle Dodici (1)
  - Cresta Pontegrotto-Cavallino-Palombino (1.a)
    - Dorsale del Monte Cavallino (1.a/a)
    - Costiera Quaterna-Rosson (1.a/b)
    - Dorsale Palombino-Cima Vallona (1.a/c)

  - Costiera delle Crode dei Longerin (1.b)
  - Cresta Vancomun-Pietra Bianca (1.c)
    - Dorsale Croda Nera-Vancomun (1.c/a)
    - Dorsale Pietra Bianca-Piz delle Dodici (1.c/b)
- Costiera Peralba-Rinaldo (2)
  - Massiccio Peralba-Avanza (2.a)
  - Sottogruppo del Rinaldo (2.b)
- Cresta Fleons-Volaia (3)
  - Giogaia dei Fleones (3.a)
  - Cresta Bordaglia-Volaia (3.b)
    - Dorsale Bordaglia-Stallonkofel (3.b/a)
    - Monti di Volaia (3.b/b)
- Cresta Coglians-Mooskofel (4)
  - Massiccio del Coglians (4.a)
    - Cresta del Coglians (4.a/a)
    - Dorsale del Crostis (4.a/b)
    - Cresta della Chianevate (4.a/c)

  - Sottogruppo del Mooskofel (4.b)

## Vette
Alcune delle vette principali delle Catena Carnica Occidentale sono:
- Monte Coglians - 2.780 m
- Creta delle Chianevate - 2.769 m
- Monte Peralba - 2.694 m
- Monte Cavallino - 2.689 m
- Monte Palombino - 2.579 m
- Monte Fleons - 2.507 m
- Col Quaternà - 2.503 m
- Monte Chiadenis - 2.459 m
- Monte Elmo - 2.434 m
- Monte Ferro - 2.348 m
- Monte Crostis - 2.251 m